# Joe Hennig
Joseph Curtis "Joe" Hennig (Champlin (Minnesota), 1 oktober 1979) is een Amerikaans professioneel worstelaar die actief is in de WWE als Curtis Axel en worstelde voorheen als Michael McGillicutty, van 2010 tot mei 2013.

## Loopbaan
Op 13 juli 2007 maakte Hennig zijn professioneel debuut op World League Wrestling (WLW), waar hij een team vormde met Ted DiBiase Jr. en het duo won van Dinn T. Moore and Branden Tatum door diskwalificatie. Hennig won vervolgens 9 maanden lang zijn 'winning streak' totdat hij verslagen werd door "Wild" Wade Chism.
Op 31 maart 2007 verscheen Hennig met zijn moeder en grootvader op de WWE Hall of Fame, waar zijn overleden vader, "Mr. Perfect" Curt Hennig, geïntroduceerd werd in de Hall of Fame.

### World Wrestling Entertainment

#### Opleiding (2008-2010)
Hennig ondertekende een contract met World Wrestling Entertainment (WWE) en werd verwezen naar Florida Championship Wrestling (FCW), een WWE-opleidingscentrum. Op 11 september 2008 versloeg Hennig samen met Sebastian Slater van het duo Nic Nemeth en Gavin Spears om het FCW Florida Tag Team Championship te winnen. Op 30 oktober 2008 verloor Hennig en Slater de titel aan The New Hart Foundation (DH Smith en TJ Wilson). Op 26 februari 2009 won Hennig het FCW Florida Heavyweight Championship door kampioen Eric Escobar te verslaan. Hennig verloor op 19 maart 2009 zijn titel aan Drew McIntyre. Op 5 april 2009 was men aangekondigd dat Hennig een serieuze blessure opliep en paar weken buitenstrijd was.
In eind juni 2009 keerde Hennig terug en vormde met Brett DiBiase een team, gekend als The Fortunate Sons. Op 14 januari 2010 won The Fortunate Sons het FCW Florida Tag Team Championship door The Dudebusters te verslaan. The Sons verloor op 13 maart 2010 de titel aan The Uso Brothers. Op 15 juli 2010 won Hennig, nu onder de ringnaam Michael McGillicutty, samen met Kaval het FCW Florida Tag Team Championship en het duo behield de titel tot 16 juli 2010.

#### Hoofdrooster (2010-heden)
Op 1 juni 2010 was men aangekondigd dat Hennig met zijn ringnaam Michael McGillicutty deelnam als een 'WWE Rookie' in seizoen 2 van WWE NXT met Kofi Kingston als zijn mentor ('WWE Pro'). Op 31 augustus 2010, de finale van NXT-seizoen 2, McGillicutty verloor van Kaval de finale. Later volgde hij met zijn NXT-seizoen 2 deelnemers en vergezelde The Nexus, dat opgericht werd door de NXT-seizoen 2 deelnemer, Wade Barrett. The Nexus worstelde sindsdien op de Raw-brand. Door onregelmatigheden binnenin The Nexus, Barrett verliet de groep en de rol van de leider werd in januari 2011 door CM Punk overgenomen en McGillicutty bleef lid van The Nexus, dat later The New Nexus heette. Op 23 mei 2011 won McGillicutty samen met zijn tag teampartner en Nexus-lid David Otunga het WWE Tag Team Championship door Kane en The Big Show te verslaan, met de hulp van de Nexus-leden, CM Punk en Mason Ryan. Tijdens de aflevering van Raw op 22 augustus 2011 verloren McGillicutty en Otunga hun Tag Team Championship aan het duo Evan Bourne en Kofi Kingston.
In een aflevering van Raw op 20 mei 2013, verscheen Hennig op het podium als Curtis Axel en zal voortaan met deze nieuwe ringnaam worstelen en hij werd door manager Paul Heyman aangekondigd als zijn nieuwe, derde cliënt. Op Payback won hij de Triple Threat match om het WWE Intercontinental Championship te veroveren door kampioen Wade Barett en The Miz te verslaan. Tijdens de Raw-aflevering, op 18 november 2013, moest hij de titel afstaan aan Big E Langston.

## Persoonlijk leven
Hennig is een derde generatie professioneel worstelaar; zijn grootvader Larry "The Axe" Hennig en zijn vader Curt Hennig waren beide professioneel worstelaars. Zijn zus Amy is ook een professioneel worstelaarster.

## In het worstelen
- Finishers
  - Als Joe Hennig
    - Hennig–Plex

  - Als Michael McGillicutty
    - McGillicutter

- Signature moves
  - Back body drop
  - Back elbow
  - Belly to belly suplex
  - Enzui lariat
  - Foot DDT
  - Pendulum backbreaker
  - Rolling neck snap
  - Running clothesline
  - Running dropkick
  - Spinning neckbreaker
  - Stinger Splash

- Managers
  - Kofi Kingston
  - Wade Barrett
  - CM Punk
  - Paul Heyman

- Opkomstnummers

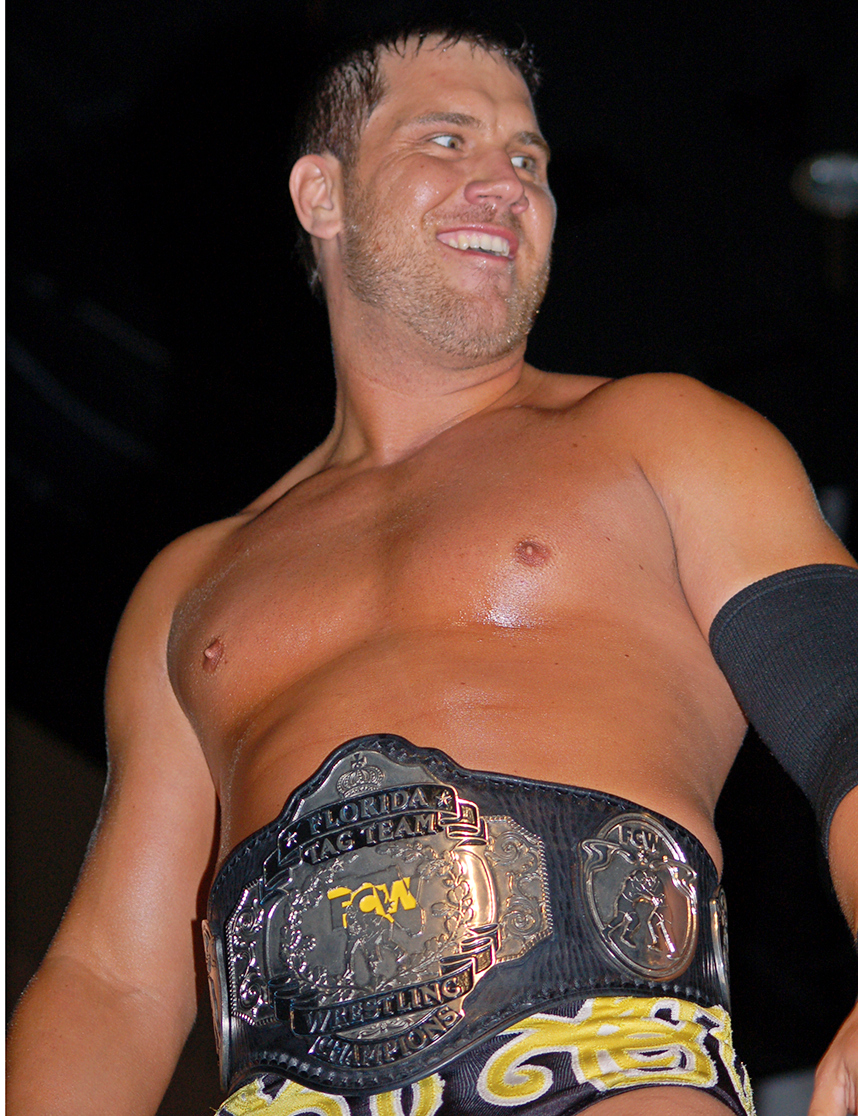
Hennig als FCW Florida Tag Team Champion in 2009

  - "We Are One" van 12 Stones (2010–2011)
  - "This Fire Burns" van Killswitch Engage (2011)
  - "And The Horse He Rode In On" van Reluctant Heroe (2011-2013)
  - "Perfection" (Mr. Perfect theme) *remix* (heden)

## Prestaties
- Florida Championship Wrestling
  - FCW Florida Heavyweight Championship (1 keer)
  - FCW Florida Tag Team Championship (3 keer; 1x met Sebastian Slater, 1x met Brett DiBiase en 1x met Kaval)

- Pro Wrestling Illustrated
  - PWI Rookie of the Year (2008)
  - PWI Feud of the Year (2010) – The Nexus vs. WWE
  - PWI Most Hated Wrestler of the Year (2010) – als lid van The Nexus

- World Wrestling Entertainment/WWE
  - WWE Intercontinental Championship (1 keer)
  - WWE Tag Team Championship (1 keer met David Otunga)